# Abschnittsbefestigung Witterschlick

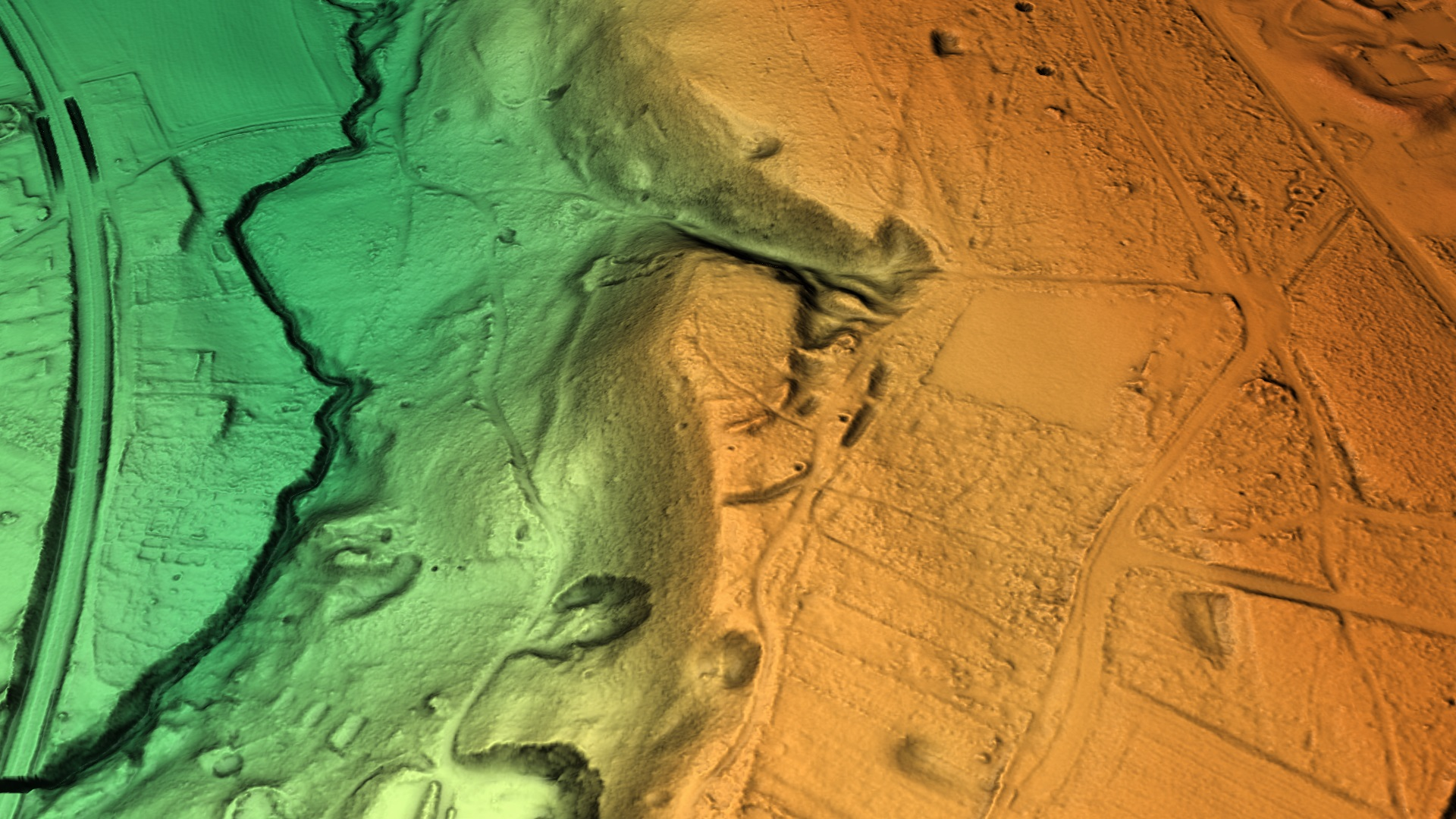
3D-Ansicht des digitalen Geländemodells

Die Abschnittsbefestigung Witterschlick, ist eine abgegangene Ringwallanlage auf 152 m ü. NHN am Hardtberg (an der Grenze zu Bonn) im Ortsteil Witterschlick der Gemeinde Alfter im Rhein-Sieg-Kreis in Nordrhein-Westfalen.
Von dem frühmittelalterlichen Abschnittswall zeugen noch Wall- und Grabenreste. Die Reste sind als Bodendenkmal eingestuft.

## Geografische Lage
Am oberen Rand des nach Westen zum Hardtbach abfallenden Geländes befindet sich eine etwa 100 × 80 m große Befestigung aus Wall und vorgelagertem Graben. Im Westen ist die Anlage durch den steilen Hang sowie durch Abschnittsgräben, im Norden durch einen natürlichen Grabeneinschnitt begrenzt. Die Gräben waren bis zu 8 m breit und 3 bis 4 m tief. Sie sind zum Teil zugeschüttet.
Bei der Burg könnte es sich um einen Sitz der Herren von Duisdorf handeln.